# Justus Pfaue
Justus Pfaue (25 de septiembre de 1942 en Ballenstedt - 8 de marzo de 2014 en Berlín) fue un escritor y guionista alemán.

## Biografía
Pfaue estudió derecho y psicología forense. En 1965 publicó su primera novela, y más tarde se especializó en libros sobre la juventud. Vivió en Múnich y Positano. 

## Obras

### Novelas
- 1985: Bas-Boris Bode
- 1986: Devil's grandmother, o el  el cielo en la tierra
- 1987: Anna
- 1988: Anna Ballerina
- 1989: Bravo, Anna
- 1989: Laura and Luis

### Guiones
- 1979: Timm Thaler (serie de TV)
- 1980: Merlin (serie de TV)
- 1981: Silas (serie de TV)
- 1982: Jack Holborn (serie de TV)
- 1983: Mandara (serie de TV)
- 1983: Nesthäkchen (serie de TV)
- 1983: Youngest Sibling (serie de TV)
- 1984: Two Black Sheep (serie de TV)
- 1984: Patrik Pacard (serie de TV)
- 1985: Bas-Boris Bode (serie de TV)
- 1986-1991: Die Wicherts von nebenan (serie de TV)
- 1987: Anna (serie de TV)
- 1988: Anna (película dirigida por Frank Strecker, un seguimiento de la serie de TV)
- 1989: Laura and Luis (serie de TV)
- 1993: Clara (mini-serie de TV)
- 1994: Blankenese (serie de TV)
- 2004: The Cherry Queen (mini-serie de TV)
- 2009: Hand in Hand (serie de TV)

## Premios y honores
- 2005 Golden Romy al mejor guion para The Cherry Queen